# Paul Rotha

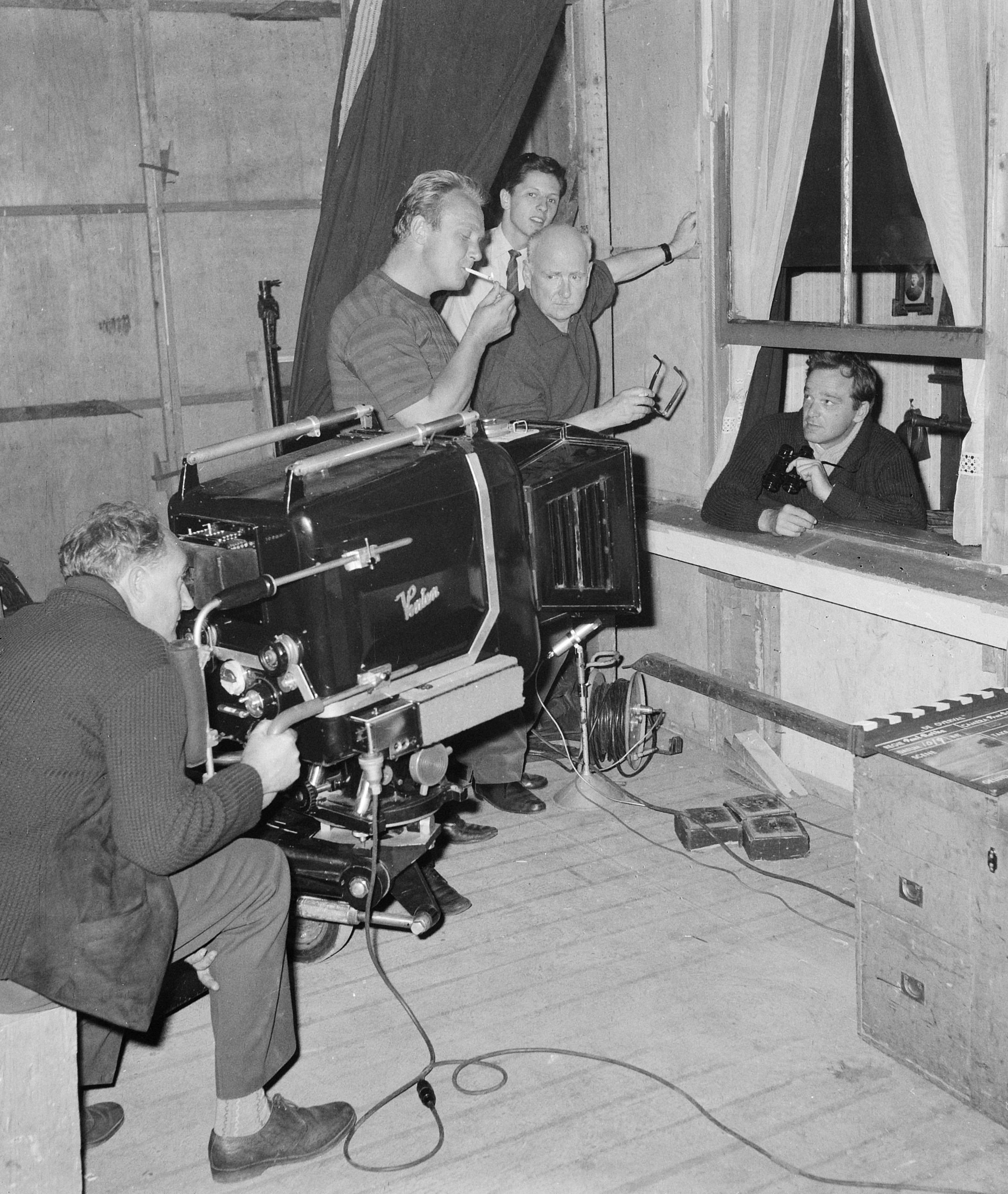
Paul Rotha (i centrum hållande glasögon) under inspelningen i Nederländerna 1962

Paul Rotha, född 3 juni 1907 i London, död 7 mars 1984 i Wallingford, var en engelsk dokumentärfilmare, filmhistoriker och kritiker.

## Biografi
Rotha föddes som Paul Thompson i London, och utbildade sig på Highgate School och vid Slade School of Fine Art för att studera design och grafik.
År 1928, började han arbeta vid  International Pictures på Elstree Studios, först i rekvisitaavdelningen för att därifrån avancera till att bli assisterande art director innan han fick sparken för att ha skrivit en artikel och klagat över bristen på kreativ scenografi inom den brittiska filmen. Inom några månader efter att han slutat vid BIP var han igång med att skriva en bok: Film till Now, publicerad 1930, var den första engelskspråkiga sammanställningen om stumfilm och ljudfilm.
Rotha var nära medarbetare till John Grierson, och Wolfgang Suschitzky var en av hans filmfotografer. Han regisserade dussintals dokumentärfilmer såsom Contact (1933), The Face of Britain (1935), World of Plenty (1943), Land of Promise (1947), A City Speaks (1947) och många andra. Han gjorde också The World is Rich (1947) och Cradle of Genius (1961), som båda var nominerad till en Oscar, och långfilmer, såsom BAFTA-nominerad No Resting Place. Rotha var chef för BBC TV Documentary Department mellan maj 1953 och maj 1955.
Rotha delade med Otto Neurath ett intresse för metoder för visuell kommunikation, och de två arbetade tillsammans med flera filmer, där Neuraths bildspråk ingick som en viktig del i filmernas argumentation. Han var också en stor motståndare till ljud i dokumentärfilmer.
Som författare gjorde Rotha en stor insats med böcker som The Film till Now (1930) där han etablerade sitt rykte som en filmintellektuell, och Documentary Film (1952), som var den första stora studien om dokumentärfilm. Han belyste där användningen av filmmediet som ett sätt att kreativt och i sociala termer tolka människors liv såsom det såg ut i verkligheten.